# Antonio Maria Frosini

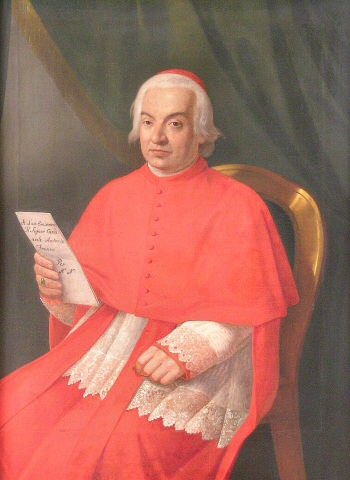
Kardinal Antonio Maria Frosini

Antonio Maria Frosini (* 8. September 1751 in Modena; † 8. Juli 1834 in Rom) war ein italienischer Kardinal der Römischen Kirche.

## Leben
Frosini stammte aus einer adligen Familie, seine Eltern waren der Marchese Alessandro Frosini und dessen Gemahlin Gräfin Vittoria Carandini, durch seine Mutter war er mit den Kardinälen Filippo Carandini und Ercole Consalvi verwandt. Er studierte zunächst bis 1771 am Collegio dei Nobili di S. Carlo in Modena, danach an der Universität La Sapienza in Rom Rechtswissenschaften und beschloss die juristische Ausbildung bei seinem Verwandten Filippo Carandini. In Rom studierte er außerdem Philosophie und Theologie.
Nach dem Tod seines Vaters begann Antonio Maria Frosini eine höfische Laufbahn als Kämmerer des Herzogs von Modena Francesco III. d’Este. 1773 war er Bevollmächtigter des Herzogs am kaiserlichen Hof in Wien. Nach seiner Rückkehr aus Wien zog Frosini nach Rom und trat in päpstliche Dienste. Er empfing am 18. Februar 1783 die Tonsur und wurde Referendar am Gerichtshof der Apostolischen Signatur. Nach Positionen als Gouverneur verschiedener Gebiete des Kirchenstaates musste er 1798 in der Zeit der kurzlebigen Römischen Republik nach Florenz fliehen, ebenso während der französischen Besatzung des Kirchenstaates 1808. Im Jahre 1810 musste er nach Paris ins Exil gehen, nach dem Fall Napoleons bereiste er ganz Frankreich und England. Nach seiner Rückkehr nach Rom nahm er wieder seine Position bei der Apostolischen Signatur ein und wurde am 28. August 1814 zu deren Pro-Dekan ernannt. Von 1817 bis 1823 hatte er das Amt des Präfekten des Apostolischen Palastes und des Gouverneurs von Castel Gandolfo inne.
Papst Pius VII. kreierte Frosini im Konsistorium vom 10. März 1823 zum Kardinal und ernannte ihn am gleichen Tage zum Kardinaldiakon mit der Titeldiakonie Santa Maria in Cosmedin. Er war unter anderem von 1829 bis 1832 Präfekt der Kongregation für die Ablässe und Reliquien.
Als Kardinal nahm Antonio Maria Frosini am Konklave von 1823 teil, das Papst Leo XII. wählte; ebenso am Konklave 1829, das Pius VIII. erwählte, und am Konklave von 1830/1831, aus dem Gregor XVI. als Papst hervorging.
Antonio Maria Frosini starb am 8. Juli 1834 und wurde in Rom in der Kapuzinerkirche San Bonaventura alla Polveriera beigesetzt.